# Марама
Марама је одевни предмет који се користи за покривање главе, и то пре свега жене. Користе се за разне сврхе: за заштиту од хладноће, као модни детаљ, да се сакрије ћелавост, из скромности, или других облика друштвених конвенција.

## Врсте
Све мараме се пре свега могу поделити према материјалу од којих су направљене. Најчешће се користе: вуна, лан, памук, свила и др. Зависно од материјала носе у различитим годишњим добима.

## Намена
Мараме имају изузетан религијски значај. У хришћанству је пре свега присутно у Православним црквама и у мањим традиционалним католичким заједницама. Незаобоилазан је део муслиманске вере, те готово све жене у земљама Блиског истока носе као свакодневни одевни предмет. Један од стандардних одевних предмета жена и на нашим просторима. То се посебно односи на жене старијих доби као и за сеоске крајеве .
Изражена је примена мараме и као модни детаљ пре свега у зимским месецима. Ипак иако је превасходна намена покривање главе, мараме се користе и као детаљ преко друге одеће, али и у летњим месецима.
Црну мараму, познату и као шамија (величине 105 х 105 см), жене у Србији носиле су а и данас носе у некм крајевима у знак жалости за изгубљеним њима блиским особама, најмање 40 дана од дана смрти покојника, а старије жене и до краја живота.

## Галерија
- У авганистанским школама
- Као модни детаљ
- На деци у Русији
- У Етиопији
- Украјинка у марами за време Божића
- Мараме на тезги
- Стављање мараме пред улазак у храм